# Ithaca (Ohio)
Ithaca és una població dels Estats Units a l'estat d'Ohio. Segons el cens del 2000 tenia 102 habitants.

## Demografia
Segons el cens del 2000, Ithaca tenia 102 habitants, 36 habitatges, i 28 famílies. La densitat de població era de 1.312,7 habitants/km².
Dels 36 habitatges en un 41,7% hi vivien nens de menys de 18 anys, en un 63,9% hi vivien parelles casades, en un 8,3% dones solteres, i en un 22,2% no eren unitats familiars. En el 16,7% dels habitatges hi vivien persones soles el 8,3% de les quals corresponia a persones de 65 anys o més que vivien soles. El nombre mitjà de persones vivint en cada habitatge era de 2,83 i el nombre mitjà de persones que vivien en cada família era de 3,21.
Per edats la població es repartia de la següent manera: un 30,4% tenia menys de 18 anys, un 8,8% entre 18 i 24, un 29,4% entre 25 i 44, un 22,5% de 45 a 60 i un 8,8% 65 anys o més.
L'edat mediana era de 36 anys. Per cada 100 dones de 18 o més anys hi havia 97,2 homes.
La renda mediana per habitatge era de 39.500 $ i la renda mediana per família de 47.083 $. Els homes tenien una renda mediana de 33.750 $ mentre que les dones 27.500 $. La renda per capita de la població era de 14.647 $. Cap de les famílies estaven per davall del llindar de pobresa.

## Poblacions més properes
El següent diagrama mostra les poblacions més properes.